# Christian Lamet
Pour les articles homonymes, voir Lamet (homonymie).
 (février 2020).
Christian Lamet est un journaliste, réalisateur, producteur et directeur artistique français.

## Parcours
Documentaliste de formation, il s’oriente vers le journalisme en 1985, crée une société d’édition à 19 ans et fonde plusieurs publications musicales dont il sera rédacteur en chef pendant 15 ans (Hard Force Magazine, Rock Spirits). En 1998, il reprend la rédaction du magazine rock Best (magazine).
Depuis, il a abordé le journalisme, la réalisation - et souvent le graphisme - à travers tous les médias :
- la télévision au sein de Highway Télévision et Dream Way Productions (réalisateur & auteur, rédacteur en chef, Directeur artistique programmes courts, habillage graphique émission "Un œil sur la planète"),
- le multimédia, la publicité et tous les contenus sur le web (directeur artistique et responsable du développement de New Way Évolution, coréalisateur des contenus vidéo du site muséographique du débarquement d'Utah Beach, du site consacré à la criminalité CrimeBook…)
- le DVD (chef de projet du DVD « La Libération de Paris » pour Gaumont-Pathé Archives et la Mairie de Paris, réalisateur de "Mistinguett : Mon Enghien" pour Gaumont-Pathé Archives et la ville d'Enghien-les-Bains), réalisateur du DVD "Saint-Germain-des-Prés Revisité" pour Gaumont-Pathé Archives et EMI France,
- la radio (chroniqueur sur France Inter dans l'émission "Play-List" de Laurent Lavige
- l’édition (auteur d'un ouvrage bio-photographique sur Guns N' Roses, d’une biographie de Charles Aznavour chez Librio/J’ai Lu – 2004, rééditée en 2007 dans le collectif "La Chanson Française")
- l'Internet avec des sites/bases documentaires consacrés à des styles musicaux de prédilection.

## Radio digitale
- Création, lancement et diffusion d'un bouquet de radios digitales musicales et podcasts (producteur/animateur - producteur exécutif en collaboration avec Live Nation Entertainment - depuis 2018)

## Documentaires (Télévision)
- De parfaits coupables[1] (rédacteur en chef, réalisé par Jean-Michel Décugis et Claude Ardid - Canal + - Spécial Investigation - 2012)
- Elle s'appelait Simone Signoret[2] (réalisateur, avec Nicolas Maupied, sur une idée originale d'Emmanuelle Guilcher - France 5 - 2010)
- Flashback sur Jean-Marie Périer[3] (auteur/réalisateur avec Nicolas Maupied - France 3 - 2008) - Primé Lauréat Télémaques/Savoir au Présent 2009/2010
- Eternels Parisiens (auteur/réalisateur, avec Nicolas Maupied - Paris Cap' - 2007)
- Le goût des vacances (coordinateur pour Leslie Bedos - France 3 - 2007)
- Cher pays de mon enfance (assistant-réalisateur pour Brigitte Roüan - France 5 - 2006)
- Le temps n'efface rien (auteur - réalisé par Thomas Gilou - France 5 - 2005)
- Une vie après la vie (journaliste - réalisé par Minou Azoulai - Odyssée/KTO - 2004)
- Eclats de Cendrars (assistant-réalisateur pour Thomas Gilou - France 5 - 2004)
- Volontaires oui, cobayes non (auteur- réalisateur - France 5 - 2003)
- Les grands magasins : Harrods (journaliste - Paris Première - 2002)
- Théma Heavy Metal (consultant pour Arte - Novembre 1996)

## Web-documentaires
- Lollapalooza Paris 2020 (réalisateur - producteur exécutif - 2020)
- Lollapalooza Paris 2017 (réalisateur - producteur exécutif - 2017)
- Download Festival Paris 2017 (réalisateur - producteur exécutif - 2017)

## Magazines (Télévision)
- MetalXS, un magazine initialement de 13 minutes, puis de 26, hebdomadaires consacré au metal (réalisateur-producteur - 2012/2015 - pour NEW WAY EVOLUTION/L'ENÔRME TV, en partenariat avec Hard Force Magazine ) puis comme plateforme digitale.
- Un œil sur la planète (direction artistique, habillage graphique - émission réalisée par Nicolas Maupied - France2 - 2010/2014)
- Plateau Sepultura (consultant pour Canal+ émission Nulle part ailleurs - 29 mai 1996)
- Interviews pour le magazine Perfecto (journaliste La Cinq pilote/émissions - 1988-1990)

## Programmes courts, clips & making of (Digital)
- Storm The Arena (réalisateur - 2020) teaser de présentation du festival in-door prévu en décembre 2020 à l'Accor Arena avec le groupe Mass Hysteria.
- La Minute Lolla (producteur/réalisateur - depuis 2018) web-programme court toute l'année d'interviews réalisées durant les éditions françaises 2017, 2018 et 2019 du festival Lollapalooza Paris : Imagine Dragons, Twenty One Pilots, Camélia Jordana, Vald, BB Brunes, Portugal. The Man, Bastille (groupe), Black Rebel Motorcycle Club, Tom Walker, mais également avec des chefs et pâtissiers français participant à l'évènement comme Jean Imbert et Cédric Grolet.
- MetalXS (réalisateur/producteur - sur  depuis 2015 et sur la chaîne YouTube Heavy1TV depuis octobre 2019)
- Vald à l'AccorHotels Arena Paris (réalisateur et producteur exécutif d'un sketch-module pour la date parisienne du musicien français - novembre 2019 - pour Live Nation France
- L'agenda bimestriel concerts et spectacles pour Live Nation Entertainment (réalisateur et producteur exécutif)
- Paul Personne tournage du clip "Les autres" aux Studios Ferber [pour le label Verycords - juin 2019]
- Louis Bertignac making of et tournage du titre "C'est fini" [pour le label Verycords - octobre 2018]
- Cirque du Soleil-Totem : tournage du clip promotionnel avec des personnages du spectacle dans des lieux emblématiques parisiens
- Metallica interview Deezer[4] (réalisateur - 2016)
- Frank Iero & The Patience live Deezer session (réalisateur - 2016)
- Blues Pills live Deezer session (réalisateur - 2016)
- Mass Hysteria live Download Festival Paris & interview Deezer (réalisateur - 2016)
- Band of Skulls live Deezer session (réalisateur - 2016)
- Pvris Deezer live Deezer session (réalisateur - 2016)
- Amon Amarth Deezer listening session (réalisateur - 2016)
- Enter Shikari live Deezer session (réalisateur - 2016)
- Mass Hysteria Deezer release party (réalisateur - 2015)

## Programmes courts (Télévision)
- Sur Mesures, réalisé par Viviane Blassel (concepteur générique avec Benjamin Chéré, générique musique - Stylia/TV5 Monde - 2010)
- Comment rater complètement sa vie[5] avec Jacques Dutronc, réalisé par Jean-Marie Périer (concepteur générique avec Benjamin Chéré - Paris Première - 2008)
- Mes années 60 réalisé par Jean-Marie Périer (concepteur générique avec Benjamin Chéré - France 5 - 2008)
- 20 ans de FM réalisé par Laurent Huchet (journaliste - TF1 - 2001)

## Site Internet
- CrimeBook

Conception et direction artistique du site et de l'application iPhone consacrés à la criminalité et à la vulgarisation du code pénal français.
- Hard Force

Adaptation Web du magazine spécialisé metal paru dans les kiosques de 1985 à 2000.

## DVD
- Entrée en matière (réalisateur du making of du concert de Mass Hysteria au Trianon de Paris, le 11 mars 2016 - New Way Evolution/Verycords - 2016)
- Histoire du Salon International de l'Aéronautique et de l'Espace (coréalisateur avec Antoine Laviolle - Gaumont Pathé Archives - 2009)
- La vie, c'est pas du cinéma (de Nicolas Maupied et Christophe Tiphaine - concepteur du DVD autour du film, avec Benjamin Chéré - 2007 - The French Collection/Frog's Cult Movies)
- Mistinguett : Mon Enghien[6] (réalisateur/concepteur graphique - 2006 - Gaumont Pathé Archives - Ville d'Enghien-les-Bains)
- Saint-Germain-des-Prés revisité (réalisateur/concepteur graphique - 2005 - Gaumont Pathé Archives - EMI France)
- Souvenirs de Pau (réalisateur/concepteur graphique - 2005 - Gaumont Pathé Archives - Ville de Pau)
- Grand rallye automobile de Pau (réalisateur/concepteur graphique - 2005 - Gaumont Pathé Archives - Ville de Pau)
- De Gaulle : un destin français (réalisateur des bonus DVD/concepteur graphique - 2005 - Gaumont Pathé Archives - EMI France)
- La Libération de Paris[7] (chef de projet/coordinateur/réalisateur des bonus - 2004 - Gaumont Pathé Archives - Mairie de Paris)

## Livres
- La Chanson française (2007 - éditeur Scali)
- Charles Aznavour (2004 - éditeur Librio)
- Guns N' Roses - 1985-1995 (éditions La Sirène)

## Autres projets vidéo
- "Utah Beach" (coréalisateur des contenus multimédia du Musée d'Utah Beach - 2011)
- Sepultura : Tribal Devastation[8] (concepteur/coproducteur - réalisé par Reynald Gresset - 1997 - Hard Force Magazine)